# Homoroselaps
Homoroselaps is een geslacht van slangen uit de familie Atractaspididae.

## Naam en indeling
De wetenschappelijke naam van het geslacht werd in 1858 voorgesteld door Giorgio Jan. De slangen werden eerder aan andere geslachten toegekend, zoals Elaps, Coluber en Poecilophis.

### Soorten
Het geslacht omvat de volgende soorten, met de auteur en het verspreidingsgebied.
| Naam                  | Auteur         | Verspreidingsgebied    |
| --------------------- | -------------- | ---------------------- |
| Homoroselaps dorsalis | Smith, 1849    | Zuid-Afrika, Swaziland |
| Homoroselaps lacteus  | Linnaeus, 1758 | Zuid-Afrika            |

## Uiterlijke kenmerken
De slangen blijven klein en bereiken een totale lichaamslengte van ongeveer 20 tot 65 centimeter inclusief de staart. De lichaamskleur is variabel, Homoroselaps dorsalis is zwart met een gele streep op het midden van de kop en het lichaam, de soort Homoroselaps lacteus is zwart met gele en witte vlekken maar kan ook overwegend geel zijn met zwarte flankvlekken en een rode streep op het midden van de rug.
Het lichaam is cilindrisch en de kop is stomp, de kleine ogen hebben een ronde pupil. De schubben zijn glad en glanzend. Op het midden van de rug zijn altijd vijftien rijen schubben in de lengte aanwezig. Het aantal buikschubben varieert van 160 tot 239 en het aantal gepaarde caudaalschubben van 22 tot 43.

## Levenswijze

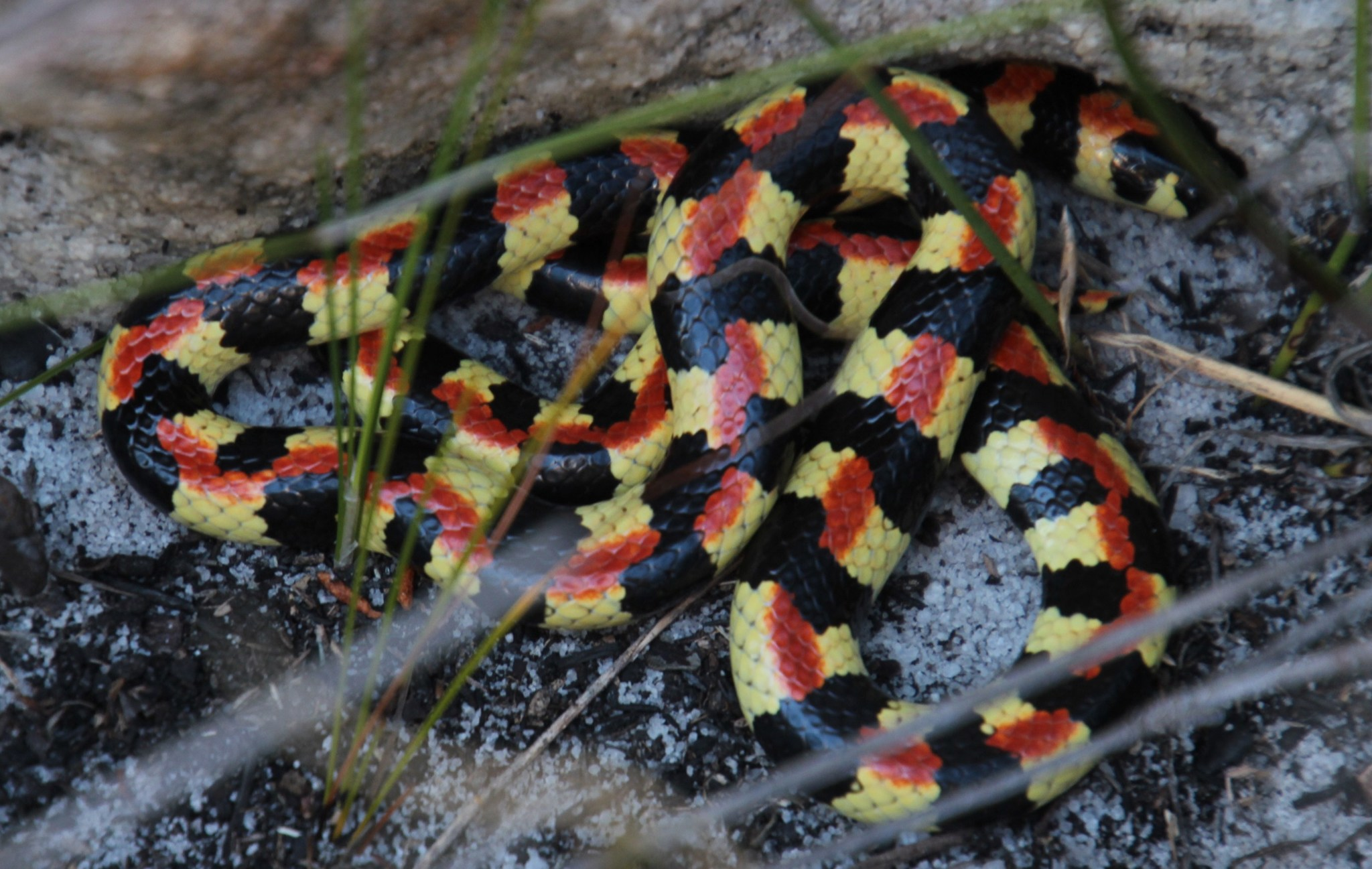
Homoroselaps lacteus, gestreepte vorm.

De slangen leiden een gravend bestaan en maken zelf holen of leven in termietennesten. Ze jagen op andere reptielen zoals wormhagedissen en pootloze skinken. De vrouwtjes zetten eieren af die een witte kleur hebben en sterk langwerpig van vorm zijn. Het aantal eieren varieert van twee tot 16. De slangen staan niet bekend als agressief, ze bijten zelfs als ze worden opgepakt zelden. Beide soorten zijn giftig maar het secreet is niet gevaarlijk voor mensen.

## Verspreiding en habitat
De slangen komen voor in delen van zuidelijk Afrika en leven in de landen Zuid-Afrika en Swaziland. De habitat bestaat uit tropische en subtropische graslanden, scrublands en zandduinen langs de kust.

## Beschermingsstatus
Door de internationale natuurbeschermingsorganisatie IUCN is aan beide soorten een beschermingsstatus toegewezen. De slangen worden beschouwd als 'veilig' (Least Concern of LC).